# Список персонажів серіалу «Мандалорець»
У серіалі «Мандалорець», американському космічному вестерні інтернет-телебачення, дії якого відбуваються у Всесвіті «Зоряних воєн», який створив Джон Фавро та який вийшов на «Disney +», де представлено великий склад персонажів. З моменту дебюту серіалу 12 листопада 2019 року в кожному епізоді завжди з'являвся один персонаж — головний герой, мисливець за головами Дін Джарін. Ґроґу (Дитя) — молодий прибулець того самого виду, що і постать Зоряних воєн Йода та надзвичайно популярний герой серіалу — його постійний супутник.
Кілька персонажів з'явилися щонайменше у трьох епізодах першого сезону «Мандалорця». Серед них — союзники Мандалорця, такі як Кара Дюн, Гріф Карга, IG-11, Квіл і Зброярка. Основні лиходії серіалу належать до залишків Галактичної імперії, яких очолює Мофф Гідеон, до цього числа входять такі постаті, як Клієнт та доктор Першинг. Кілька запрошених персонажів виступали в окремих епізодах, в тому числі жителі села з планети Сорган у « Розділі 4: Святилище», група найманців у «Розділі 6: В'язень» та кілька дрібніших антагоністів.

## У головних ролях
- Педро Паскаль — Мандалорець
- Різні лялькарі — Ґроґу

## Повторювані персонажі
- Карл Везерс — Гріф Карга
- Вернер Герцог — Клієнт
- Омід Абтахі — доктор Першинг
- Нік Нолті — Квіл (голос і образ)
- Тайка Вайтіті (голос) — IG-11
- Джина Карано — Кара Дюн
- Джанкарло Еспозіто — Мофф Гідеон
- Емілі Своллоу — Зброярка
- Емі Седаріс — Пелі Мотто
- Темуера Моррісон — Боба Фетт
- Місті Росас — Леді-Жаба
- Саша Бенкс — Коска Рівз
- Кеті Сакгофф — Бо-Катан Крайз
- Мінг-На Вен — Феннек Шанд

## Найкращі зірки
Перераховані нижче актори були зараховані до спільних ролей в одному епізоді протягом сезону, в якому вони відіграють важливу роль.
- Джейк Каннавейл — Торо Калікан
- Марк Бун молодший — Ранзар Малк
- Білл Барр — Мігс Мейфілд
- Наталія Тена — Ксіань
- Кленсі Браун — деваронець Бург
- Річард Айоаді — Q9-0 (голос)
- Ісмаель Крус Кордова — Сін
- Джон Легвізамо — Гор Кореш (голос)
- Тімоті Оліфант — Кобб Вант
- Саймон Кассіанідіс — Акс Вайвс
- Тітус Веллівер — імперський капітан
- Гораціо Санц — міфрил
- Майкл Б'єн — Ленг
- Розаріо Довсон — Асока Тано
- Діана Лі Іносанто — Морган Елсбет
- Марк Гемілл — Люк Скайвокер

### Гість у головній ролі
- Джон Фавро — Паз Візсла (голос)
- Джулія Джонс — Омера (Частина 4: Прихисток)
- Ісла Фарріс — Вінта (Частина 4: Прихисток)
- Еугене Кордеро — Сток (Частина 4: Прихисток)
- Метт Лантер — Даван (Частина 6: В'язень)
- Дейв Філоні — Траппер Вольф (Частина 6: В'язень)
- Рік Фамуїва — Джиб Доджер (Частина 6: В'язень)
- Дебора Чоу — Саш Кеттер (Частина 6: В'язень)
- Пол Сун-Хен Лі — Карсон Тева (Частина 10: Пасажир)
- Вінг Тао Чао — губернатор Вінг
- Річард Брейк — Валін Гесс
- Метью Вуд — Біб Фортуна

## Мандалорець
Мандалорець, також скорочено Мандо, є псевдонімом Діна Джареда, головного героя телесеріалу. Представлений як мисливець за головами, він є частиною мандалорської культури, про що свідчать його бескарські обладунки та характерний шолом, який він ніколи не знімає ні перед ким. Він був «підкидьком», якого в молодому віці врятували мандалорці і прийняли до свого середовища — іще до подій серіалу і після того, як його батьків вбили сепаратистські бойові дроїди під час війн клонів. Це призвело до його сильної ненависті щодо дроїдів. В серіалі Мандалорець має справу з молодою чужоземною істотою, відомою як «Дитя», якого він намагається захистити від нападок з боку залишків зниклої Галактичної імперії.
Мандалорця зображує та озвучує Педро Паскаль, а каскадери Брендан Вейн і Латіф Кроудер дос Сантос виконують трюки, Паскалю недоступні. Паскаль назвав Клінта Іствуда як головну постать, що вплинула на формування персонажа і порівнював Мандалорця з іствудівським Чоловіком без імені. Творець серіалу Джон Фавро запропонував Паскалю годинами передивлятися роботи Акіри Куросави та Іствудівські спагеті-вестерни для кращої підготовки до ролі. Постать Мандалорця та виконання його ролі Паскалем були добре сприйняті глядачами та критиками.

## Ґроґу
Ґроґу, також знаний як Малюк та Дитя і у спілкуванні фанатів та в ЗМІ зветься «Дитя Йода», є молодим інопланетянином того ж виду, що і персонаж Зоряних воєн магістр Йода. Хоча йому 50 років, він іще немовля за віком свого виду. І хоча він ще не може говорити, однак демонструє сильні природні здібності разом із Силою. Залишки Галактичної імперії на чолі з Моффом Гідеоном шукають Дитя, щоб здобути його кров для таємних експериментів доктора Першинга. Мандалорець найнятий, щоб вистежити Ґроґу. Однак замість того, щоб передати Малюка, Мандо намагається захистити дитину від імперців. До кінця першого сезону Дитя приймається в мандалорську культуру як «знайдений», і Мандалорцю доручається повернути Малюка йому подібним.
Дитя є дуже популярним серед шанувальників і рецензентів, ставши «персонажем прориву серіалу» і предметом багатьох інтернет-мемів. Персонаж був задуманий Джоном Фавро із бажанням дослідити таємницю навколо Йоди та його виду, і схвалений у попередніх розмовах про серіал між Фавро та виконавчим продюсером Дейвом Філоні. Дитя — це переважно творіння аніматроніки та лялькового мистецтва, хоча образ підретушований комп'ютерними зображеннями. Видання «The Guardian» пойменувало Дитя Йоду «найбільшим новим персонажем 2019 року», і багато хто зарахував цю постать до основ успіху потокової служби «Disney+».

## Гріф Карга
Гріф Карга — лідер Гільдії мисливців за головами, який буває як союзником, так і противником Мандалорця в різні моменти першого сезону. Працюючи з планети Неварро, Гріф дає завдання мисливцям за головами та забезпечує, щоб усі дотримувались кодексу Гільдії. Гріф дає завдання, яке веде Мандалорця до зустрічі з Дитиною. Коли Мандалорець відмовляється передати Дитину імперцям, Гріф веде групу мисливців за головами в невдалій спробі забрати Малюка у нього. Пізніше Гріф розробляє план вбивства Мандалорця й повернення Дитини до імперців, але коли Дитя рятує йому життя, Гріф змінює свою думку і допомагає захистити його від Імперії.
Гріф Карга зображений Карлом Везерсом, якого Джон Фавро знав через Гільдію режисерів Америки. Везерс прийняв цю пропозицію за умови, що він зможе керувати майбутніми епізодами «Мандалорця» у другому сезоні. Спочатку Гріф мав з'являтися лише в декількох епізодах, але Фавро та письменникам серіалу так сподобався персонаж, що його участь була розширена. Везерс виконує власні трюки у ролі. Персонаж отримав загалом позитивні відгуки від шанувальників та рецензентів.

## Клієнт
Клієнт — це таємничий та неназваний агент імперських залишків. Він наймає Мандалорця, а також кількох інших мисливців за головами, щоб викрасти Дитя — і діє від імені свого начальника Моффа Гідеона. Клієнт не розкриває, чому він хоче Дитину, але наказує своєму колезі, доктору Першингу, «витягти з нього необхідний матеріал». Мандалорець доставляє Дитину Клієнту, але згодом рятує його. Клієнт змовляється повернути від Мандалорця Дитя. Але після того, як Мандалорець повертається до нього, Клієнта застрелюють штурмовики за наказом Гідеона.
Клієнта зображує німецький кінорежисер Вернер Герцог, якого на цю роль завербував Джон Фавро. Герцог прийняв роль частково, щоб допомогти у фінансуванні свого фільму "ТОВ «Сімейний роман». Герцог не був знайомий з попередньою роботою Фавро, а також ніколи не бачив фільму «Зоряні війни», але його вразили сценарії та стиль створення «Мандалорця». Герцог настійно закликав режисерів серіалу використовувати ляльковий театр для персонажа Дитини, а не комп'ютерно створені образи, називаючи їх «боягузливими» за розгляд можливості використання CGI замість ляльок. Постать Клієнта та виступ Герцога отримали загалом позитивні відгуки критиків.

## Доктор Першинг
Доктор Першинг — лікар і науковець, пов'язаний із залишками Імперії, який співпрацює з Клієнтом у його спробах захопити Дитину. Він з'явився в декількох епізодах «Мандалорця», починаючи з прем'єри серіалу «Глава 1: Мандалорець», в якій він присутній на імперському комплексі (Неварро), коли Клієнт наймає Мандалорця для пошуку і доставки Дитини. Коли Клієнт заявляє, що готовий заплатити половину ціни за підтвердження розірвання контракту, Першинг заперечує і стверджує, що Дитину слід доставити живою. Першинг знову з'являється в «Розділі 3: Гріх», коли Мандалорець віддає Дитину Клієнту. Пізніше, обговорюючи здатності Дитини, Клієнт наказує Першингу «витягти необхідний матеріал і покінчити з цим», але Першинг знову протестує, зазначивши, що їх роботодавець безпосередньо наказав повернути Дитину живою. Пізніше Мандалорець повертається до імперського з'єднання, щоб врятувати Дитя, вбивши всіх штурмовиків і знайшовши Першинга з Дитиною, якого медикаментозно заспокоїли і прив'язали до лабораторного обладнання. Коли Мандалорець погрожує Першингу, вчений благає про милість і наполягає на тому, що захищав Дитину й не допускав його вбивства. Мандалорець забирає Малюка і залишає Першинга неушкодженим.
Доктор Першинг повертається у другому сезоні. Мандалорець стає свідком голограмного запису Першинга, який повідомляє Моффу Гідеону про його експерименти з кров'ю Ґроґу. Коли Темні штурмовики затримують Ґроґу, Гідеон доручає своєму офіцеру повідомити доктора Першинга про пошук Малюка. У фіналі сезону Першинг потрапляє в полон до Мандалорця та його супутників; він допомагає своїм викрадачам проникнути на корабель Гідеона, щоб врятувати Ґроґу.
Першинг зображується Омідом Абтахі, який раніше озвучував мандалорський персонаж Аміс в мультсеріалі «Зоряні війни: Війни клонів». Костюм Першинга включає нашивку на правій руці із знаком, подібним до того, який носять клони в приміщенні для клонування на планеті Каміно у фільмі-приквелі «Зоряні війни: Атака клонів». Це призвело до припущень серед шанувальників та сценаристів, що плани Першинга щодо Дитини включають клонування. Першинг також носить окуляри, що робить його першим таким персонажем в каноні Зоряних воєн. Це суперечило правилу творця « Зоряних воєн» Джорджа Лукаса, який перед продажем франшизи «Діснею» наполягав, що жоден персонаж не носить окуляри у Всесвіті «Зоряних воєн». Костюм Першинга, до якого також входила сіра сорочка з білими плечима та високим коміром, посів 8-ме місце у списку Десяти найкращих костюмів Screen Rant у першому сезоні «Мандалорця». Оглядачка «Inverse» Еллі Геммілл назвала доктора Першинга цікавим персонажем, особливо завдяки таємниці щодо його можливого спілкування з планетою Каміно.

## Квіл
Квіл є інопланетянином виду Угнаут, а також колишнім кабальним слугою Галактичної Імперії. Він живе у самоті на Арвалі-7, коли стикається з Мандалорцем, який приходить на планету, щоб знайти і схопити Дитину. Квіл допомагає йому, а потім — відбудувати свій корабель. Квіл також перебудовує дроїда-мисливця за головами IG-11 після того, як Мандалорець знищив його. Квіл та IG-11 згодом приєднуються до мандалорців на місію захисту Дитини від імперців на планеті Неварро, де Квіл був вбитий військовослужбовцями-розвідниками під час спроби вивести Дитину на безпеку.
Квіла озвучує Нік Нолті, який завершив свої записи для всіх діалогів персонажа за один день. Подобу Квіла зробила Місті Росас, яка під час знімання одягала маску для обличчя, «оживлену» завдяки аніматроніці та ляльковому мистецтву, з електронікою та дротами, прихованими в рюкзаку (і кишені костюма Квіла). Квіл був сприйнятий як рецензентами, так і шанувальниками. Кілька критиків назвали його найкращим персонажем серіалу, а його «іменний вислів» «Я сказав» став одним з найвідоміших та найулюбленіших висловів серіалу.

## IG-11
IG-11 — це дроїд-мисливець за головами, який спочатку намагається захопити та вбити Дитину, але згодом його перепрограмовують, й робот стає його доглядальником та захисником. Мандалорець вперше стикається з IG-11, коли обидва намагаються отримати винагороду за Дитину. Вони працюють разом, щоб витягти Дитину від банди найманців, але коли IG-11 намагається вбити Малюка, Мандалорець замість цього стріляє і ліквідує дроїда. Залишки IG-11 знаходить Квіл, який ремонтує та перепрограмовує його. Пізніше дроїд приєднується до Мандалорця на місії до Неварро, щоб захистити Дитину від імператорців, і хоча Мандо йому спочатку не довіряє, IG-11 зрештою жертвує собою, щоб захистити Малюка та союзників.
IG-11 озвучує Тайка Вайтіті, якому запропонував роль Джон Фавро на основі їх спільної роботи по фільмах «Марвел». Вайтіті сказав, що намагався створити голос, в якому не було б людських емоцій, зберігаючи при цьому деяку подобу людськості, описуючи це як щось середнє між Siri та HAL 9000. IG-11 помилково сприйняли за мисливця за головами «Зоряних воєн» IG-88, коли його вперше показали — через схожість двох персонажів. IG-11 був прихильно сприйнятий як рецензентами, так і шанувальниками, дехто називає його одним із найкращих дроїдів у франшизі.

## Зброярка
Зброярка — лідер племені мандалорських воїнів на Неварро, до складу якого входить і головний персонаж серіалу. Вона забезпечує духовне керівництво кланом, кує та ремонтує обладунки, включаючи новий набір обладунків, який вона виготовляє для Мандалорця. У фіналі першого сезону «Розділ 8: Викуп», Зброярка доручає Мандалорцю стежити і захищати Дитину, та поєднати з іншими його родами. Персонаж був частково натхненний фільмами Акіри Куросави, а також історією та культурою самураїв, зокрема рухами персонажів та аурою авторитету.
Зброярку зображала Емілі Своллоу, яка забезпечувала як голос персонажа, так і живий виступ, трюки були дубльовані Лорен Мері Кім. Коли Своллоу проходила прослуховування для цієї ролі, вона мало знала про персонажа і не відала, що це для «Зоряних воєн». Аспекти особистості режисера «Мандалорця» Дебори Чоу вплинули на зображення Своллоу персонажа. Стиль бою у бойових сценах Зброярки був натхненний філіппінським бойовим мистецтвом, відомим як арніс. Зброярка була сприйнята як шанувальниками, так й рецензентами, і описана як фаворитка фанатів.

## Кара Дюн
Кара Дюн — колишній ударний солдат повстанців з Альдераану, яка стала найманкою після падіння Імперії. Родом з Альдераану, Кара є висококваліфікованим воїном і досвідченим тактиком бою. Вона відчуває сильну ненависть до Галактичної імперії, і відчуває проблеми з переналаштуванням на повоєнне життя. Кара вперше зустрічається з Мандалорцем на планеті Сорган, де вони співпрацюють, щоб захистити місцеве село від рейдерів. Згодом Мандо вербує її, щоб допомогти захистити Дитину від залишків імперців.
Кару зображує борчиня змішаних єдиноборств Джина Карано, для якої Фавро спеціально створив персонажа, не прослуховуючи іншої жодної акторки. Фавро прагнув створити могутнього та незалежного персонажа, але такого, що відрізняється від принцеси Леї чи інших сильних жіночих постатей «Зоряних воєн». Карано виконала багато власних трюків, і вона зараховує Брайс Даллас Говард, яка керувала першою появою персонажа в «Розділі 4: Святилище», допомагаючи перемістити персонажа зі сценарію на екран. Кара отримала позитивний відгук рецензентів та шанувальників, і її описали як феміністичний зразок для наслідування. Деякі критики назвали її унікальною навіть серед жіночих персонажів «Зоряних воєн» завдяки її фізичній формі та бойовим навичкам.

## Пелі Мотто
Пелі Мотто — механік, котра управляє космодромом на Татуїні, і про неї йдеться у «Розділі 5: Стрілець», "Розділі 9: Маршал " та «Розділі 10: Пасажир». Мандалорець наймає її для ремонту його корабля, а також вона піклується про Дитину. Мисливець за головами Торо Калікан ненадовго бере Пелі та Дитину в заручники у невдалій спробі викрасти Мандалорця. Коли Мандо повертається на Татуїн в пошуках іншого, Пелі веде його до Мос Пелго, де він знаходить Кобба Ванта з бронею Боби Фетта. Згодом Мотто дає Мандо завдання відвезти Леді-жабу в Траск, де її чоловік знає про місцеперебування інших мандалорців.
Пелі зображає акторка і комік Емі Седаріс, яка раніше працювала з творцем Мандалорця Джоном Фавро в фільмі «Ельф» (2003). Седаріс сказала, що їй подобається працювати з аніматронічною лялькою для дітей, яка, за її словами, порадувала всіх на знімальному майданчику: «Щохвилини, коли ти заглядав в очі Бебі Йоди, ти просто втрачався». Персонаж та виступ Седаріс викликали схвалення серед шанувальників та рецензентів настільки, що роль Емі стала популярною темою в «Twitter» після того, як епізод був вперше показаний.

## Феннек Шанд
Феннек Шанд — вбивця і наймит головних злочинних синдикатів галактики, яку Торо Калікан шукає для першого завдання — полювання за головами. Калікан ловить Феннек за сприяння Мандалорця. Коли Феннек намагається переконати Торо звільнити її, щоб вони могли схопити Мандо і доставити його до гільдії мисливців за головами, Торо замість цього вбиває Шанд і намагається захопити самого Мандалорця. Пізніше до її тіла наближається невстановлений персонаж.
Згодом виявляється, що це був Боба Фетт, який підрихтував Шанд якоюсь кібернетикою. У «Розділі 14: Трагедія» Феннек супроводжувала Бобу Фетта до Тайтона, щоб повернути його броню з корабля мандалорців. Під час протистояння з Мандалорцем вони втрьох потрапляють під атаку Темних штурмовиків, відправлених Моффом Гідеоном. Феннек вдалося знищити кілька штурмовиків. Коли Темні штурмовики зникають із Малюком, і «Гострий гребінь» знищується, Феннек і Боба Фетт заявляють про свій борг Мандалорцю та погоджуються допомогти йому врятувати Дитя.
Зображена Мінг-На Вен, Феннек Шанд є першою значущою лиходійкою в «Зоряних війнах» що зображується актрисою азійського походження. Елементи особистості персонажа були натхнені характеристиками лисиці фенек, зокрема хитрість, прихованість, маневреність та здатність виживати. Лисиця також вплинула на дизайн костюма і зачіски Феннек. Дизайнер костюмів Джозеф Порро включив помаранчеві акценти в чорний костюм Феннек, а Вень рекомендував в зачіску персонажа включати коси, натхненні цією ж лисицею. Персонаж Феннек Шанд був схвально сприйнятий як рецензентами, так і шанувальниками, й був описаний як фаворит прихильників серіалу. Кілька рецензентів вважали, що персонаж був усунутий занадто швидко і не отримав можливості реалізувати свій потенціал, інші критики припустили, що персонаж все ще може бути живим.
Це підтверджується в епізоді другого сезону «Розділ 14: Трагедія», що Феннек Шенд жива, виявлена і врятована Бобою Феттом до того, як її травми виявились смертельними.

## Мофф Гідеон
Мофф Гідеон — керівник залишків імперських сил та головний антагоніст Мандалорця. Чимало деталей його попередньої історії ще не розкрито. Раніше він був оперуповноваженим в Імперському бюро безпеки, таємній розвідувальній службі та таємній поліції Імперії і відіграв певну роль в зусиллях з ліквідації мандалорців. У «Мандалорці» Мофф Гідеон намагається викрасти Дитину, щоб здобути її кров для експериментів. В першому сезоні Гідеон ненадовго затримує Мандалорця та його союзників на Неварро в невдалій спробі отримати Дитину. Гідеон розкриває, що знає таємні подробиці про Мандалорця та його союзників, і є першим персонажем серії, який розкриває справжнє ім'я Мандо — Дін Джарін. У заключній сцені фіналу першого сезону «Розділ 8: Викуп» виявляється, що Гідеон володіє Дарксабером — мандалорським світловим мечем.
Гідеон повертається у другому сезоні, коли продовжує вистежувати Дитя. «Розділ 12: Осада» показує, що Гідеон вимагає доступу до крові Малюка, яка містить високий вміст «мідіхлоріану», для того, щоб вона була перелита досліджуваному. Однак досі експерименти призводили до катастрофічних невдач. Згодом Гідеон затримує Дитя і прагне продовжити експерименти, але Мандалорець захоплює доктора Першинга та проникає на корабель Моффа. Гідеон б'ється з Мандалорцем із Дарксабером, але зрештою зазнає поразки. Коли підрозділ Темних штурмовиків намагається його врятувати, прибуває і знищує дроїдів Скайвокер. Гідеон робить спробу самогубства, але унерухомлюється Карою Дюн. Малюк приймається Скайвокером, щоб навчатися як джедай.
Гідеона зображує Джанкарло Еспозіто. Його запросив для участі в серіалі Джон Фавро, який раніше працював з Еспозіто над кількома проєктами. Гідеон був схвально сприйнятий рецензентами та шанувальниками.

## Боба Фетт
Боба Фетт — мандалорський мисливець за головами, який вперше з'явився в фільмі «Зоряні війни: Імперія завдає удару у відповідь». Виживши в ямі Сарлака, куди він потрапив у Поверненні джедая, він повертається в «Розділі 9: Маршал» та з'являється в «Розділі 14: Трагедія», де рятує Феннек Шенд на Татуїні після подій «Розділу 5: Стрілець». Спочатку вимагаючи від Діна повернути броню, яку Джаред придбав у Кобба Ванта, згодом він разом із Феннек допомагав Мандо в боротьбі із силами Гідеона, коли повернув свою броню. Коли Темні штурмовики вирушають із Ґроґу, і «Гострий гребінь» знищується, Фетт і Феннек присягають допомогти в порятунку Малюка.
Фетта зіграв Темуера Моррісон, який раніше зобразив батька Боби Джанго Фетта (для якого Боба є біологічним клоном) у фільмі «Зоряні війни: Атака клонів» і озвучив Бобу у DVD-релізах «Імперія завдає удару у відповідь» і «Зоряні війни: Повернення джедая».

## Леді-жаба
Леді-жаба — це жіноча жабоподібна істота, яка з'являється в «Розділі 10: Пасажир» та «Розділі 11: Спадкоємиця». Вона залучає Мандалорця, щоб він відвіз її та її яйця на Траск, щоб возз'єднатися зі своїм чоловіком, який може запліднювати яйця — в обмін на інформацію про місцеперебування інших мандалорців. Вона не говорить основною галактичною мовою, але використала вокабулятор пошкодженого дроїда Q9-0 для спілкування з Мандалорцем. Через крихкість яєць команді доводиться подорожувати на досвітловій швидкості і зрештою вони опиняються на крижаній планеті, уникаючи винишувача Нової республіки, який має ордер на арешт Мандалорця — оскільки він допоміг вирвати Цинь з транспорту. Їх ледь не вбиває рій павукоподібних істот, але були врятовані пілотами «X-Wing», які відпустили Мандо — з попередженням, оскільки він допоміг у захопленні інших, причетних до нападу на в'язницю. Після закінчення ремонту їм вдається продовжити шлях до Траска.
Леді-жаба возз'єднується із Жабою-чоловіком після прибуття на Траск. Мандалорець залишає Дитину з подружжям Жаб при виконанні небезпечного завдання. Після виконання місії з Бо-Катан Мандалорець повертається, і забирає Дитя.
Леді-жабу грає Місті Розас, а її вокальні ефекти втконує Ді Бредлі Бейкер. Леді-жаба була позитивно сприйнята шанувальниками.

## Коска Рівз
Коска Рівз — мандалорська воячка, який з'являється в «Розділі 11: Спадкоємиця» та «Розділі 16: Порятунок». Рівз є частиною підпільного мандалорського угруповання і бореться разом з Бо-Катан Крайз.
Коску зображує Мерседес Варнадо, відоміша під ніком Саша Бенкс.

## Бо-Катан Крайз
Бо-Катан Крайз — мандалорська воячка, який з'являється в «Розділі 11: Спадкоємиця» та «Розділі 16: Порятунок».
Перша поява відбулася у «Зоряних війнах: Війни клонів», потім — в «Зоряних війнах: Повстанці». Бо-Катан вперше з'являється тут у «живому тілі». У «Розділі 11: Спадкоємиця» вона разом із мандалорцями-підпільниками рятує Мандо та Дитя. Бо-Катан представляється, розкриваючи свою мандалорську спадщину, і що вона насправді є частиною групи ревнителів, які бажають відновити давні мандалорські традиції. Мандалорець відмовляється від їх допомоги. Пізніше Бо-Катан і «Нічні сови» знову рятують Мандалорця. В обмін на інформацію він неохоче погоджується допомогти їм захопити партію зброї. Під час рейду Бо-Катан змінює план, вирішивши захопити весь корабель. Коли вони захоплюють командний місток, Бо-Катан допитує головного офіцера, бажаючи дізнатись про Темний меч.
Бо-Катан була вражена Мандалорцем і запрошує його приєднатися, але Мандо має продовжувати свої пошуки, тому вона пропонує йому вирушити на лісову планету Корвус, щоб знайти джедайку Асоку Тано.
Бо-Катан повертається в «главі 16» і допомагає Мандалорцю врятувати Дитину від Моффа Гідеона.
Бо-Катан зображає Кейті Сакхофф, яка раніше озвучувала анімаційний персонаж у фільмі «Зоряні війни: Війни клонів» та «Повстанці».

## Кращі не головні персонажі
Кілька героїв були представлені в одному епізоді протягом сезону «Мандалорця», у якому вони відіграють значну роль.

### Міфрил
Безіменний Міфрил з'являється у початкових сценах прем'єри серіалу «Глава 1: Мандалорнець», в якій Мандо захоплює його, щоб отримати винагороду. Він знову з'являється у «Розділі 12: Осада». Синьошкірий і амфібієподібний, з плавцями на обличчі, Міфрил доставляється до Гільдії мисливців за головами.
Міфрил повернувся в епізоді другого сезону «Розділ 12: Осада», де його звільнили з карбонітської в'язниці, щоб він працював бухгалтером — в обмін на зменшений термін покарання. Він також згадував, що він все ще страждає від побічного ефекту карбоніту — іще не відновився зір у лівому оці. Міфрила привезли разом з Мандалорцем, Каргою та Карою Дюн під час їх нальоту на імперську базу. Саме він знайшов повідомлення доктора Першинга до Моффа Гідеона про експерименти з ДНК Дитини.
Міфрила грає комік Гораціо Санс, давній шанувальник «Star Wars».

### Торо Калікан
Торо Калікан — молодий мисливець за головами, який мав справу з Мандалорцем в епізоді «Глава 5: Стрілець». Він вербує на допомогу Мандалорця, щоб захопити вбивцю Феннек Шанд. То є перше завдання Торо в полюванні за головами, і він сподівається, що це допоможе йому потрапити до Гільдії. Торо пізніше двічі перешкоджає Мандалорцю і намагається передати його гільдії, але Мандо його вбиває.
Торо Калікана грав Джейк Каннавейл. Персонаж отримав неоднозначні відгуки критиків.

### Ранзар Малк
Ранзар «Ран» Малк є лідером групи найманців, які діють на космічній станції в «Розділі 6: В'язень». Він розробляє план для своєї групи — проникнути на корабель-тюрму Нової Республіки і врятувати Цинь, ув'язненого Твілека. Після завершення місії Ран намагається вбити Мандалорця, але космічна станція атакується винищувачами «X-wing» Нової Республіки, яких навів Мандалорець.
Рана зображує Марк Бун Джуніор. Оглядачі позитивно відреагували на постать Рана і він був включений виданням «Vulture» до списку 15 кращих епізодичних появ від першого сезону.

### Мігс Мейфілд
Мігс Мейфілд — колишній снайпер Імперської армії, який керує екіпажем найманців Ранзара «Рана» Малка в спробі врятувати Цинь з транспортного корабля-в'язниці Нової Республіки. Він використовує два бластер-пістолети, а також третій, керований дроїдною рукою, прикріпленою до рюкзака. Мейфілд неодноразово стикається з Мандалорцем під час місії, і зрештою намагається його зрадити, але замість цього Мандо знерухомлює Мігса і замикає його в камері на транспорті.
Після того, як Темні штурмовики Моффа Гідеона забирають Малюка, Мандалорець розпитує Кару Дюн, де утримується Мейфілд. Вона знаходить інформацію про те, що Мейфілд був засуджений до 50 років роботи на одній планеті. Дюн допомагає дістатися Мандо до імперської колонії на Мораку. Мейфілд та замаскований Мандалорець потрапляють на нафтопереробний завод «Імперський ридоній» після боротьби з піратами. Термінал, який потрібен Мейфілду, знаходиться в офісній їдальні, але Мігс бачить свого колишнього командуючого Валіна Гесса і побоюється, що його впізнають. Натомість Мандалорець їде, але термінал вимагає сканування обличчя, і він знімає шолом, щоб отримати коди. Мандо стикається з Гессом, але втручається Мейфілд. Після напруженого моменту, де Гесс ображає загиблих солдатів в операції на Бурніна Конна розлючений Мейфілд розстрілює Гесса. Мандалорець та Мейфілд пробиваються повз штурмовиків та снайперів, поки Боба Фетт їх не забирає. Тоді Мейфілд підірває НПЗ. Отримавши те, що їм потрібно, Дюн та Мандалорець дозволяють Мейфілду піти під прикриттям — заявляючи, що він був убитий у бою.
Мейфілд зображений актором і коміком Біллом Бурром, який не був шанувальником «Зоряних воєн» і неодноразово знущався над франшизою та її прихильниками, перш ніж прийняти роль. Джон Фавро запропонував Берру роль, вважаючи, що його минула критика франшизи зробить кастинг набагато цікавішим. Бурр був надзвичайно вражений зніманням фільму «Мандалорець», роздаючи компліменти технічним аспектам, а також стилю написання. Характер Мейфілда отримав загалом позитивну оцінку рецензентів, кілька критиків зазначили, що сардонічна особистість Мігса та жорстке почуття гумору схожі на реальний комедійний стиль Берра

### Бург
Бург, червоношкірий деваронець, є «м'язом» групи найманців Ранзара «Рана», які вирушили, щоб забрати Цинь з в'язниці-транспортного судна Нової Республіки в «Главі 6». Надзвичайно сильний, він неодноразово знущається з Мандалорця під час спільного перебування, в один момент намагаючись примусово зняти шолом. Бург має намір зрадити Мандалорця під час місії, але Мандо перемагає його в бійці, і замикає у камері на тюремному транспорті.
Бурга зображує Кленсі Браун, який також озвучував мандалорського мисливця за головами Монтроса в «Зоряних війнах: Мисливець за головами» та у «Зоряних війнах: Війни клонів», і Райдера Азаді в «Зоряних війнах повстанців». Бург був добре сприйнятий рецензентами, дехто порівняв його з вигаданим супергероєм Геллбоєм.

### Q9-0
Q9-0, також просто Нуль — це дроїд, який виконує обов'язки пілота, навігатора та хакера для найманої команди Ранзара «Рана» Малка при визволенні Цинь з тюремного транспорту Нової Республіки у «Розділі 6: В'язень». Під час місії Q9-0 виявляє велику нагороду за Дитя, і намагається вбити Малюка, але Мандалорець стріляє й знищує Q9-0 першим.
У «Розділі 10: Пасажир» висвітлюється, що Мандалорець зберігав останки Q9-0 на «Гострому гребені». Леді-жаба використала вокабулятор дроїда, щоб спілкуватися з Мандалорцем, аби він міг зрозуміти, що вона говорить.
Q9-0 озвучує Річард Айоаде. Оглядач «The Federalist» Бред Джексон припустив, що псевдонім дроїда «Нуль» може бути посиланням на дроїда " 0-0-0 ", або «Потрійний нуль» — дроїда-вбивцю в серії коміксів «Зоряні війни: Доктор Афра» — що нагадує С-3РО. Компанія «Funko» виготовила фігурки Q9-0.

### Кобб Вант
Кобб Вант — маршал містечка Мос Пелго на Татуїні. У день, коли була знищена друга Зірка смерті, Кобб був присутній при нападі «Гірників» на Мос Пелго. Незважаючи на те, що його змусили працювати рабом, він зумів врятуватися із коробкою, в якій містилися кристали. Ці кристали він обміняв своїм рятівникам Джавам на мандалорську броню, яка раніше належала Бобі Фетту. Використовуючи обладунки, Кобб відігнав загарбників і відтоді продовжував захищати городян Мос-Пелго.
У «Розділі 9: Маршал» Мандалорцю сказано шукати Кобба людьми, які прийняли його за справжнього мандалорця через обладунки. Коли Мандалорець зустрічає Кобба і дізнається правду, він вимагає, щоби Вант зняв броню. Їх протистояння перервано нападом Крайт-дракона, який тероризував Мос Пелго, і Кобб переконує Мандалорця допомогти в його вбивстві у обмін на броню. Разом вони утворюють ситуативний союз між городянами та Тусканськими рейдерами — з метою усунення їх спільного ворога. Згодом Мандо придумує стратегію — використання смертника і щоб підірвати Крайт-дракона, як тільки дракон з'їсть жертву. Коли план не вдається, Мандо вирішує сам стати наживкою, щоб вручну підірвати вибухівку, і доручає Коббу доглядати Дитя, якщо він загине. Мандалорець виживає і вбиває дракона та дружно розлучається з Коббом, який передає йому свою броню.
Кобба Ванта зображує Тімоті Оліфант. Персонаж був представлений у трилогії романів «Зоряні війни: наслідки», написаних Чак Вендігом.

### Асока Тано
Асока Тано є Тогрутка, колишнія джедайка-падаван Енакіна Скайвокера, і кого зустрів Мандалорець, щоб повернути Дитя його виду. Потрапивши на Корвус, вона напала на Калодан, щоб Морган Елсбет розголосила їй місцеперебування свого господаря. Мандо зустрів Асоку Тано, і вона змогла спілкуватися з Дитям без слів, оскільки вони можуть відчувати думки один одного. Потім Асока виявляє, що Ґроґу — це ім'я Дитини. Вона повідомляє, що Ґроґу є лише другою живою істотою свого виду, з якою мала справу Асока, першим є Майстер Йода. Випробувавши одну зі здібностей Малюка, Асока не захотіла тренувати його через поганий шлях, яким він міг піти. Мандалорець та Асока спільно працюють над звільненням Калодана від Елсбет, яка зазнала поразки від Асоки. Елсбет дає ментальну відповідь Асоці, де знаходиться її господар Гранд-адмірал Траун. Перш ніж Мандалорець і Ґроґу вирушать з планети, Асока направляє їх до Тайтона, де є руїни старого храму. Якщо на його ментальні вправи відповість інший джедай, він буде навчатися ним.
Асока зображена Розаріо Доусон у «Розділі 13: Джедаї». Персонаж раніше озвучувала Ешлі Екштейн у фільмах «Зоряні війни: Війни клонів», « Зоряні війни: повстанці» та «Зоряні війни: Скайвокер. Сходження».

### Морган Елсбет
Морган Елсбет — імперська магістратка Калідану на планеті Корвус. У попередньому житті на її людей напали під час Війн клонів. При піднесенні Галактичної імперії Морган допомагала будувати Імперський флот і працювала на Гранд-адмірала Трауна, та грабувала різні світи.
Вона правила Каліданом залізним кулаком і утримувала своїх в'язнів в електричних клітках. Асока Тано робила напади на Калідан, щоб змусити Морган розкрити місцеперебування Трауна. Коли Мандалорець прибув на Корвус, Морган дала йому контракт, щоб знайти Асоку — за що вона дасть в нагороду бескарський посох. Мандалорець і Асока працювали разом, щоб звільнити Калідан від правління Морган. Після повалення Елсбет чоловік на ім'я Вінг став губернатором Калідану.
Морган Елсбет була зображена Діаною Лі Іносанто.

### Люк Скайвокер
Люк Скайвокер — Майстер джедаїв, який реагує на ментальний сигнал Малюка, і рятує його від Темних штурмовиків Гідеона в «Розділі 16:». Разом з R2-D2, Люк погоджується тренувати Ґроґу як джедая-падавана.
Скайвокера грає Марк Гемілл, який зображує персонаж в більшості фільмів всесвіту Зоряних Воєн. Марк Гемілл був зображений цифровим способом. Макс Ллойд-Джонс виступав як дублер персонажа.

## Інші постаті

### Паз Візсла
Паз Візсла — один із воїнів-мандалорців на Неварро. Сильний і фізично видатний, він є бійцем важкої піхоти. Візсла з'являється в епізоді «Розділ 3: Гріх», де спочатку свариться з Мандалорцем щодо роботи на Імперію, але згодом приходить йому на допомогу, коли на Мандо нападають.
Паза Візслу озвучує Джон Фавро, який раніше озвучував мандалорського воєначальника з таким же ім'ям (Візсла) в «Зоряних війнах: Війнах клонів». Виконавець трюків і колишній майстер змішаних бойових мистецтв Тейт Флетчер був двійником для Паза Візсли.

### Омера
Омера — фермерка і вдова, яка живе в селі на Соргані разом із дочкою Вінтою у епізоді «Розділ 4: Святилище». Коли жителі села наймають Мандалорця і Кару Дюн, щоб захистити їх від клатойських рейдерів, Омера контактує з мандалорцем, і вони, здається, приваблюють один одного. Вона бере участь в успішній обороні села та ліквідації рейдерів.
Роль Омери виконує Джулія Джонс. Режисер «Глави 4» Брайс Даллас Говард зазначив, що це була складна режисура емоційних сцен між Омерою та Мандалорцем, оскільки він завжди носить шолом, але сцени спрацювали, тому що «Джулія глибоко пов'язана зі своїми емоціями, і ти можеш просто відчути їх на її обличчі». Брендан Вейн, двійник Мандалорця, сказав, що сцени з Джонс були настільки емоційними, аж змусили його заплакати.

### Вінта
Вінта — молода дочка Омери, яка живе в селі на Соргані у «Розділі 4: Святилище». Після того, як Мандалорець привів його до села, у неї склалася тісна дружба з Дитям.
Роль Вінти виконувала Ісла Фарріс.

### Кабен і Сток
Кабен і Сток є фермерами крилю в селі Сорган у «Розділі 4: Святилище». Вони наймають Мандалорця, щоб забезпечити захист від нападників клатойських рейдерів на село.
Кабен зображений актором і коміком Асіфом Алі, а Стоука грав актор і комік Юджин Кордеро. Обидва були включені в список «Vulture» з 15 кращих епізодичних появ першого сезону, у якому оглядач Джексон Макгенрі описав їх як «чудову пару нерозумних селян».

### Ріот Мар
Ріот Мар — мисливець за головами, який намагається забрати Дитя у Мандалорця в «Розділі 5: Стрілець». Він пілотує зоряний винищувач і атакує корабель Мандалорця, але Мандо вбиває Ріота після короткого бою.
Роль Ріота виконував Ріо Хекфорд.

### Даван
Даван — солдат Нової Республіки та єдиний недроїдний член екіпажу тюремного транспортного судна в «Розділі 6: В'язень». Незважаючи на зусилля Мандалорця врятувати його, Давана вбивають найманці, яка прибувають на корабель, щоб врятувати в'язня Цинь.
Роль Давана виконував Метт Лантер, який також здійснював озвучення головного героя Зоряних воєн Енакіна Скайвокера у фільмі «Зоряні війни: Війни клонів», а також інших другорядних персонажів. Оглядач «SyFy Wire» Браян Янг зазначив, що виступ Лантера в ролі Давана нічим не нагадує його голос для Енакіна, і це «говорить про його майстерність як актора».

### Трапер Вулф, Джиб Доджер і Саш Кеттер
Трапер Вулф, Джиб Доджер і Саш Кеттер — три пілоти «Ікс-крила» Нової Республіки, які досліджують маяк самонаведення, активований з транспортного корабля тюрми Нової Республіки, в «Розділі 6: В'язень». Пілоти слідують за маяком до космічної станції, на якій діє найманець Ранзар «Ран» Малк.
В «Розділі 10: Пасажир» Трапер Вулф супроводжував Карсона Теву в перевірці «Гострого Гребеня».
Кожного з трьох пілотів грають режисери епізодів першого сезону: Джиба зображує Рік Фамуїва, Саша — Дебора Чоу, а Траппера — Дейв Філоні. Фамуїва режисером і співавтором епізоду, в якому він з'явився. Ім'я Трапера Вулфа спричинене приязністю Філоні до вовків.

### Карсон Тева
Карсон Тева — капітан Корпусу зоряних винищувачів Нової Республіки, який походив з Альдераана. Вперше він з'явився в «Розділі 10: Пасажир», де вони разом із Трапером Вулфом Вольфом стежать за «Гострим Гребенем», намагаючись зв'язатися із ним при вході в область космосу, що знаходиться під юрисдикцією Нової Республіки. Вони допитуються про інцидент з виправно-транспортним кораблем Нової Республіки, що призвело до того, що Мандалорець полетів до Малдо-Крайс. Тева та Вулф наздоганяють Мандалорця, та захищають і вбивають кількох крижаних павуків. Після того, як Вулф зазначив, що при акції Мандо був помічений із деякими злочинцями і що він залишив тих самих злочинців у камері, зоряні винищувачі змогли це «пропустити мимо вух». Перед від'їздом Карсон радить, щоб Мандалорець зремонтував транспондер до наступного разу, коли вони натраплять один на одного.
У «Розділі 12: Осада» Карсон Тева та один з його колег-членів Корпусу зоряних винищувачів Нової Республіки відвідали Неварро, де він запитував Гріфа Каргу про руйнування там імперської бази. Після того, як Карга підтвердив якусь інформацію, Тева поспілкувався з Кара Дюн, де він заявив — Нова Республіка не впевнена, що відбувається у Зовнішньому краю, і вони не зможуть дійти до суті без місцевої підтримки. Також виявляється, що вони зазнали взаємних втрат людей, яких знали в день, коли Альдераан був зруйнований.
Роль Карсона Теви виконував Пол Сан-Хен Лі.

### Губернатор Вінг
Губернатор Вінг — людина, яка живе в Калідані на планеті Корвус у той час, коли місцевих жителів пригноблювала магістратка Морган Елсбет. Поки Мандалорець і Асока Тано боролись із силами Морган, Вінг допоміг звільнити полонених. Коли Морган зазнає поразки від Асоки і її скидають, Вінг стає губернатором Калідану.
Губернатора Вінга зображує Вінг Тао Чао, керівник «Діснея», який пішов у відставку 2009 року.

### Валін Гесс
Валін Гесс — імперський офіцер, з яким колись Мігс Мейфілд брав участь в одній операції. Переодягнений Мандалорець і Мейфілд мають справу з ним на заводі ридонію (на Мораку). Термінал, в якому має потребу Мейфілд, знаходиться у їдальні де є цей офіцер. Мейфілд заходить і бачить свого колишнього командуючого Валіна Гесса та побоюється, що його впізнають. Замість нього йде Мандалорець, але термінал вимагає сканування обличчя, і він знімає шолом, щоб отримати коди. Мандо стикається з Гессом, але втручається Мейфілд. Після напруженого моменту із вживанням напою, коли Гесс ображає мертвих солдатів з військової операції, розлючений Мейфілд стріляє в Гесса.
Валіна Гесса зображав Річард Брейк.

### Біб Фортуна
Біб Фортуна — колишній помічник Джабби Хатта. Він з'являється у сцені після розділу «Розділ 16: Порятунок», де, як виявляється, він захопив палац Джабби, згодом його вбиває колишній соратник Боба Фетт.
Біба Фортуну зображав Метью Вуд, який раніше виступав при створенні персонажа у фільмі «Примарна загроза».